# Cyrix
Cyrix fue una empresa dedicada a la fabricación de microprocesadores que comenzó a operar en 1988 como un proveedor de coprocesadores matemáticos de alto rendimiento para sistemas 286 y 386. La compañía fue fundada por exempleados de Texas Instruments, con la que mantuvo una larga pero difícil relación a lo largo de su historia. El fundador de Cyrix Jerry Rogers reclutó agresivamente a varios ingenieros y los puso a trabajar juntos, logrando finalmente un pequeño pero eficiente equipo de diseño de 30 personas.
Cyrix se fusionó con National Semiconductor el 11 de noviembre de 1997, para después ser vendida a VIA Technologies.

## Productos

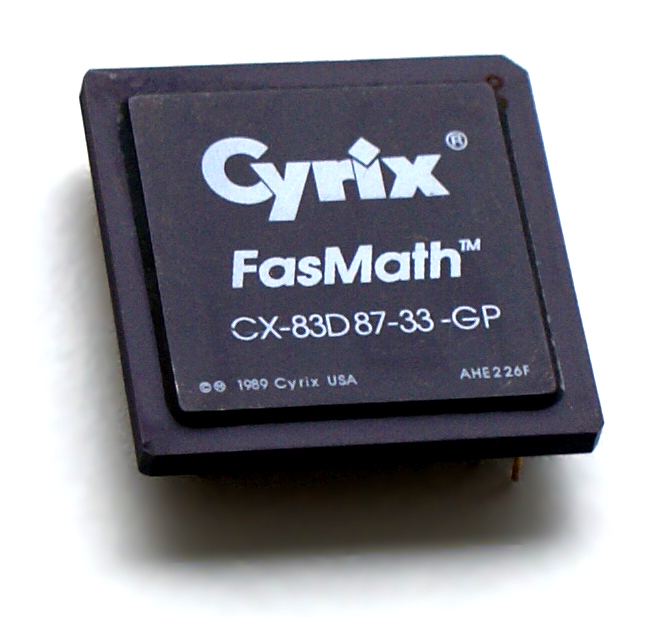
Coprocesador matemático Cyrix de 1989.

Entre sus primeros productos se incluyeron los procesadores 486SLC y 486DLC, lanzados en 1992 y que, a pesar de sus nombres, eran compatibles a nivel de pines con las arquitecturas 386SX y DX, respectivamente. Aunque incluían un caché L1 integrado en el chip, así como el conjunto de instrucciones 486, se situaban en cuanto a rendimiento entre un 386 y un 486. Estos procesadores eran generalmente usados como actualizaciones por aquellos usuarios que buscaban mejorar el rendimiento de sus viejos sistemas 386, y especialmente por los integradores, quienes cambiando el procesador convertían las viejas y difíciles de vender placas 386 en sistemas 486 de bajo precio. Estos procesadores fueron ampliamente criticados en los análisis especializados por no ofrecer el rendimiento que sugerían sus nombres y por la confusión que causaba el uso de nomenclaturas parecidas a la línea de procesadores SL de Intel y al SLC de IBM, ninguno de los cuales estaba relacionado con el SLC de Cyrix. Los procesadores fueron usados principalmente en PC clónicos y laptops de bajo coste. Más tarde Cyrix lanzaría los procesadores 486SRX2 y 486DRX2, que eran esencialmente versiones del SLC y el DLC al doble de frecuencia de reloj y fueron comercializados exclusivamente para clientes finales como actualizaciones 386 a 486.
Finalmente Cyrix fue capaz de lanzar un 486 que era compatible a nivel de pines con sus equivalentes de Intel. Aun así, este procesador llegó al mercado más tarde que los 486 de AMD y tenían un rendimiento ligeramente inferior que sus competidores AMD e Intel, lo que los relegó al mercado de actualizaciones y equipos de gama baja. Mientras AMD logró vender algunos de sus 486 a grandes OEM, principalmente Acer y Compaq, Cyrix no consiguió entrar en este mercado. Los procesadores Cyrix consiguieron algunos adeptos entre los pequeños integradores y usuarios, debido en parte a que sus procesadores 486 a 50, 66 y 80 MHz corrían a 5 voltios, frente a los 3,3 voltios usados por AMD, pudiendo ser usados como actualizaciones para las primeras placas base 486.
En 1995, con su Pentium clónico todavía no terminado, Cyrix repitió su propia historia lanzando el Cx5x86, que podía conectarse en un socket 3 (para 386 y 486), corría a 100, 120 o 133 MHz y daba un rendimiento similar al de un Pentium a 75 MHz. A diferencia del Am5x86 de AMD, que era poco más que una versión de su 486 con frecuencia de reloj cuádruple y un nombre nuevo, el 5x86 de Cyrix implementaba algunas características de la arquitectura Pentium.
Más tarde ese mismo año Cyrix lanzó su procesador más famoso, el 6x86, que fue la primera CPU de Cyrix en superar el rendimiento del procesador de Intel contra el que estaba destinado a competir. Inicialmente Cyrix intentó cobrar un extra por este mayor rendimiento, pero el coprocesador matemático del 6x86 no era tan rápido como el del Pentium de Intel. Debido a la creciente popularidad de los juegos de acción en primera persona 3D de la época, que hacían un uso intensivo de las operaciones de coma flotante, Cyrix se vio obligada a reducir sus precios. Mientras que el 6x86 ganó terreno rápidamente entre los entusiastas y las tiendas independientes, a diferencia de AMD sus procesadores seguían sin ser usados por los grandes integradores.
El posterior 6x86L fue una revisión del 6x86 original con un menor consumo de energía, y el 6x86MX añadió el juego de instrucciones MMX y un caché L2 de mayor tamaño. El MII, basado en el diseño del 6x86MX, fue poco más que un cambio de nombre destinado a ayudar al procesador a competir mejor contra el Pentium II.
En 1996 Cyrix lanzó el procesador MediaGX, que integraba todos los componentes individuales importantes de un PC, incluyendo sonido y vídeo, en un único chip. Inicialmente basado en la antigua tecnología del 5x86 y corriendo a 120 o 133 MHz, su rendimiento fue ampliamente criticado pero su bajo precio le hizo triunfar. El MediaGX logró la primera gran victoria para Cyrix cuando Compaq lo usó en sus computadoras de gama más baja Presario 2100 y 2200. Esto logró más ventas del MediaGX a Packard Bell y también pareció dar más prestigio a Cyrix, pues le siguieron las ventas del 6x86 a Packard Bell y eMachines. Versiones posteriores del MediaGX corrían a velocidades de hasta 333 MHz y añadieron soporte MMX. Se añadió un segundo chip para mejorar las capacidades gráficas.

## La nomenclatura PR
Debido a que el 6x86 era más eficiente instrucción por instrucción que el Pentium de Intel y también a que Cyrix usaba a veces un bus más rápido que Intel o AMD, Cyrix y su competidora AMD codesarrollaron la controvertida nomenclatura PR en un esfuerzo por comparar sus productos más favorablemente con los de Intel. Debido a que el 6x86 a 133 MHz solía dar un rendimiento algo mayor al Pentium a 166 MHz, el 6x86 a 133MHz fue comercializado como 6x86-P166+. La denuncia interpuesta por Intel, que cuestionaba el uso de los nombres «P166» y «P200» en productos ajenos a Pentium, llevó a Cyrix a añadir la letra «R» a sus nombres.
La nomenclatura PR fue controvertida porque mientras los procesadores de Cyrix solían rebasar en rendimiento a los de Intel cuando ejecutaban aplicaciones ofimáticas, para la misma frecuencia de reloj los procesadores de Cyrix eran más lentos en operaciones de coma flotante, por lo que la nomenclatura PR se venía abajo cuando se ejecutaban los juegos más recientes. Además, el precio de los 6x86 promovía su uso en sistemas de gama baja, lo que hacía que el rendimiento fuera aún peor respecto a sistemas Intel, que usaban mejores discos duros, tarjetas de vídeo, sonido y módems.
Aunque AMD usó la nomenclatura PR en sus primeros procesadores K5, la abandonó pronto, si bien posteriormente usaría un concepto similar al comercializar sus procesadores más recientes.

## Socios de fabricación
Cyrix siempre había sido una empresa fabless (sin fábricas): Cyrix diseñaba y vendía sus propios procesadores, pero subcontrataba la fabricación de los chips a una empresa externa. En sus inicios Cyrix usó principalmente las instalaciones de producción de Texas Instruments (TI) y SGS Thomson (actualmente STMicroelectronics). En 1994, tras una serie de desacuerdos con TI y de problemas de producción con SGS Thomson, Cyrix se dirigió a IBM Microelectronics, cuya tecnología de producción rivalizaba con la de Intel.
Como parte del acuerdo de producción entre las dos compañías, IBM recibió el derecho a fabricar y vender procesadores diseñados por Cyrix bajo la marca IBM. Mientras algunos miembros de la industria especularon que esto llevaría a IBM a usar procesadores 6x86 extensivamente en su línea de productos, lo que mejoraría la reputación de Cyrix, IBM continuó usando procesadores principalmente de Intel, y en menor grado también de AMD, en la mayoría de sus productos, relegando los diseños de Cyrix a unos pocos modelos de gama baja comercializados principalmente fuera de Estados Unidos. Además, IBM vendió sus procesadores 6x86 en el mercado abierto, compitiendo directamente contra Cyrix, algunas veces incluso a menores precios.

## Problemas legales
A diferencia de AMD, Cyrix nunca fabricó ni vendió diseños de Intel bajo licencia. Los diseños de Cyrix fueron el resultado de una meticulosa ingeniería inversa realizada dentro de la empresa. Así que mientras los 386 e incluso los 486 de AMD tenían algún microcódigo escrito por Intel, los diseños de Cyrix eran totalmente independientes. Concentrada en eliminar a potenciales competidores, Intel dedicó muchos años a batallas legales contra Cyrix, afirmando que el 486 de Cyrix violaba patentes de Intel.
En conjunto, Intel perdió el caso contra Cyrix. Pero el acuerdo definitivo se cerró fuera de la corte: Intel aceptó que Cyrix tenía derecho a fabricar sus propios diseños x86 en cualquier fábrica que ya tuviese una licencia de Intel. Ambas empresas ganaron de este acuerdo: Cyrix pudo continuar fabricando sus procesadores en las instalaciones de Texas Instruments, SGS Thomson e IBM (pues todos ellos tenían licencias cruzadas con Intel) e Intel evitó una derrota legal potencialmente embarazosa.
El posterior litigio de 1997 entre Cyrix e Intel fue a la inversa: en lugar de que Intel afirmase que los procesadores 486 de Cyrix violaban sus patentes, ahora Cyrix afirmaba que los Pentium Pro y Pentium II de Intel violaban sus patentes, en concreto sobre técnicas de gestión de energía y renombrado de registros. Se esperaba que el caso estuviese años en los tribunales pero finalmente fue resuelto mediante un acuerdo extrajudicial. De hecho fue resuelto rápidamente mediante otro acuerdo de cruce mutuo de licencias. Intel y Cyrix pasaron a tener acceso libre y completo a las licencias del contrario. El acuerdo no establecía si el Pentium Pro violaba las patentes de Cyrix o no, permitiendo a Intel simplemente continuar fabricándolo de la misma forma, exactamente como el anterior acuerdo dejó a un lado la reclamación de que el 486 de Cyrix violaba las patentes de Intel.

## Fusión con National Semiconductor

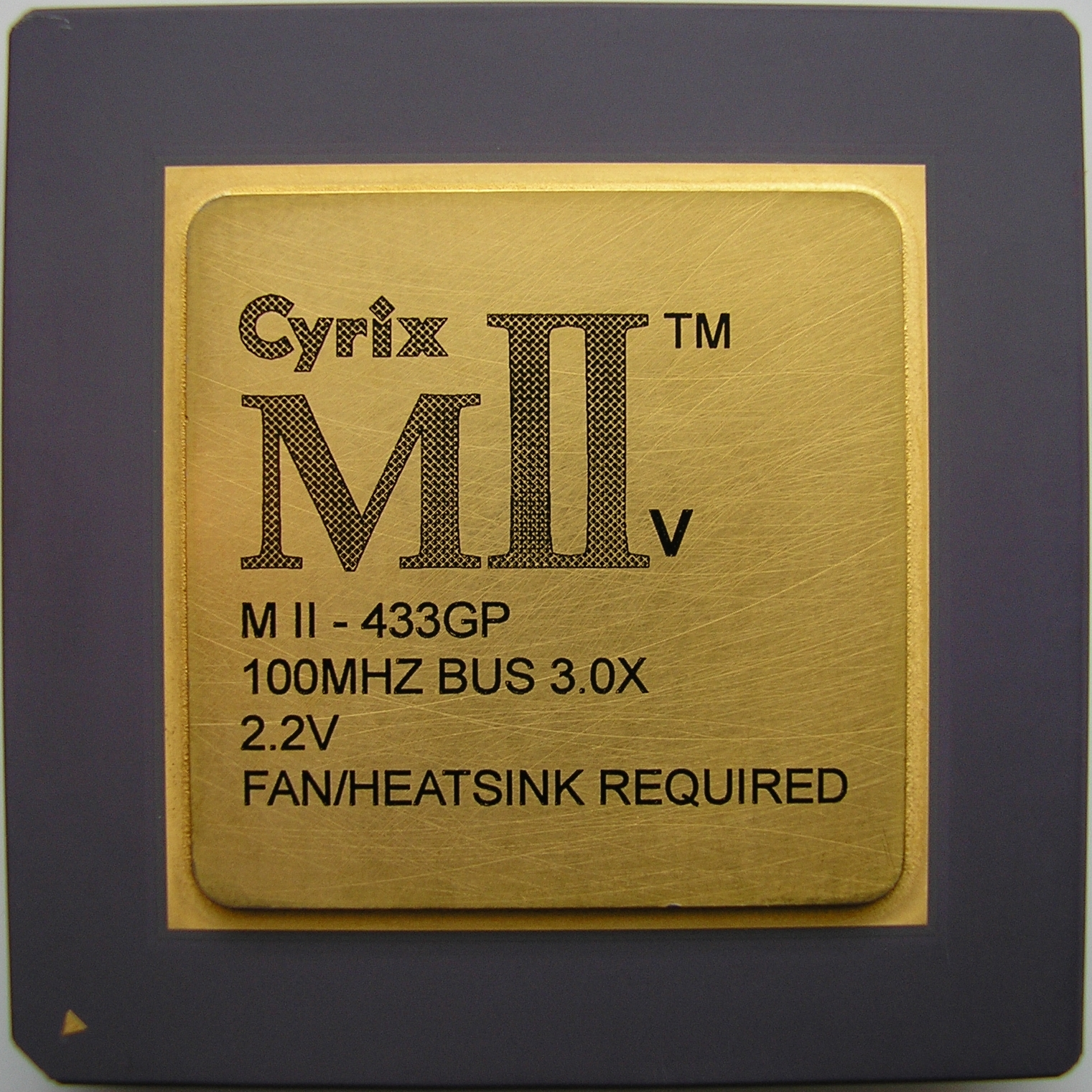
Cyrix MII 433GP

En agosto de 1997, mientras el litigio contra Intel seguía en curso, Cyrix se fusionó con National Semiconductor (que también tenía ya una licencia cruzada con Intel). Esto proveyó a Cyrix de un arma de marketing adicional y acceso a las instalaciones de fabricación de National Semiconductor, que fueron construidas originalmente para producir RAM y equipos de telecomunicaciones de alta velocidad. Dado que la fabricación de RAM y CPUs eran parecidas, los analistas de la industria de la época creyeron que la unión tenía sentido. El acuerdo de fabricación con IBM se mantuvo durante algún tiempo más, pero Cyrix trasladó finalmente toda su producción a la planta de National Semiconductor. La fusión mejoró la base financiera de Cyrix y les dio mucho mejor acceso a las instalaciones de desarrollo.
La fusión también provocó un cambio de estrategia: la prioridad de National Semiconductor eran las soluciones de bajo coste de un solo chip como el MediaGX en lugar de los chips de mayor rendimiento como el 6x86 o el MII, una revisión del anterior destinada a competir más directamente contra el Pentium II de Intel. Es discutible que National Semiconductor dudara de la capacidad de Cyrix para producir chips de alto rendimiento o temiera una competencia directa con Intel en el mercado: el MediaGX, sin competencia directa en su segmento de mercado y con la constante presión sobre los OEMs para comercializar PC de gama baja, pareció la apuesta más segura.
National Semiconductor tuvo problemas financieros poco después de la fusión con Cyrix y dichos problemas afectaron también a Cyrix. Para 1999, AMD e Intel se alternaban en la cabeza de la carrera por las velocidades de reloj, alcanzando los 450 MHz, mientras a Cyrix le costó casi un año llevar sus MII de PR-300 a PR-333, sin que ningún chip corriese realmente a 300 MHz. Un problema que adolecían muchos de los modelos MII era que usaban una velocidad de bus no estándar de 83 MHz, mientras la inmensa mayoría de las placas base Socket 7 con un divisor de reloj fijo a 1/2 para el bus PCI, normalmente a 30 o 33 MHz. Con el bus de 83 MHz de los MII, esto hacía que el bus PCI corriese a una velocidad de 41,5 MHz, fuera de la especificación. A esta velocidad, muchos dispositivos PCI se volvían inestables o fallaban. Algunas placas base incluían un divisor de 1/3, que resultaba en un bus PCI corriendo a 27,7 MHz. Esto era más estable, pero afectaba negativamente al rendimiento del sistema. El problema sólo fue resuelto en algunos pocos últimos modelos que soportaban un bus a 100 MHz. Mientras tanto, el MediaGX sufría la presión de los chips de gama baja de Intel y AMD, que seguían bajando de precio y ofreciendo un rendimiento cada vez mayor. Cyrix, cuyos productos habían sido considerados de alto rendimiento en 1996, había caído al segmento de rendimiento medio, luego al de gama baja y por último estaba al borde de perder todo su mercado. El último procesador con marca Cyrix fue el MII-433, que corría a 300 MHz (100x3) y tenían un rendimiento mayor que un AMD K6/2-300 en cálculos FPU (como demostraban las pruebas de rendimiento del Dr. Hardware). Sin embargo, este procesador fue comparado constantemente contra los procesadores a 433 MHz reales de otros fabricantes, haciendo bastante injusta la comparación. 
National Semiconductor se alejó así del mercado de los procesadores y, sin dirección, los ingenieros de Cyrix empezaron a abandonar la empresa. Para el momento en que National Semiconductor vendió Cyrix a VIA Technologies, el equipo de diseño de procesadores ya no existía y el mercado del MII ya había desaparecido. VIA usó el nombre de Cyrix en un procesador diseñado por Centaur Technology, ya que pensaba que Cyrix tendría mejor reconocimiendo que Centaur o incluso que VIA. National Semiconductor retuvo el diseño del MediaGX durante algunos años más, rebautizándolo Geode y esperando venderlo como un procesador integrado. Finalmente lo vendieron a AMD en 2003.
En junio de 2006, AMD presentó el procesador de más bajo consumo de energía, con solamente 0,9 W. Dicho procesador está basado en el núcleo del Geode. El ingenio arquitectónico de Cyrix pervive así.

## Legado
Aunque la compañía tuvo una vida corta y su marca no ha sido usada activamente por su dueño actual, la competencia de Cyrix con AMD creó el mercado de los procesadores de bajo costo, que redujo de forma significativa el precio medio del PC y que terminó obligando a Intel a lanzar su línea de procesadores Celeron de bajo costo y a bajar rápidamente el precio de sus procesadores más veloces para poder competir. Además, la adquisición de la propiedad intelectual y los acuerdos de Cyrix serían usados por VIA para defenderse en sus batallas legales con Intel, incluso después de que VIA Technologies dejase de usar la marca Cyrix.